# Carex subcapitata
Carex subcapitata är en halvgräsart som beskrevs av X.F.Jin, C.Z.Zheng och Bing Yang Ding. Carex subcapitata ingår i släktet starrar, och familjen halvgräs. Inga underarter finns listade i Catalogue of Life.